# Днепропетровское высшее зенитное ракетное командное училище противовоздушной обороны
Днепропетровское высшее зенитное ракетное командное училище противовоздушной обороны — высшее военно-учебное заведение, основанное 4 июня 1949 года, осуществлявшее подготовку офицерских кадров для войск противовоздушной обороны  Вооружённых сил СССР. 
День годового праздника — 15 октября.

## Основная история
4 июня 1949 года Постановлением Совета Министров СССР и Приказом Министра обороны СССР в городе Алуксне Латвийской ССР было образовано 3-е зенитно-артиллерийское училище ПВО, для подготовки офицерских кадров зенитных батарей  для войск противовоздушной обороны СССР с одногодичным, с 1950 года трёхгодичным сроком обучения. Первым начальником училища был назначен полковник В. С. Орловский. Учебная часть училища включала в себя шесть учебных циклов: радиотехнического, радиоэлектротехнического, артиллерийского, тактики, стрельбы и социально-экономического. Строевая часть училища включала в себя два дивизиона, которые в себя по несколько батарей. Основное обучение курсантов проходило на Приборах управления зенитным огнём, 85-мм и 37-мм зенитных орудиях. 
В 1957 году 3-е зенитно-артиллерийское училище ПВО было переименовано в Прибалтийское военно-техническое училище войск ПВО, для подготовке командно-технического состава для работы с зенитными ракетными комплексами.
В 1962 году Прибалтийское военно-техническое училище было передислоцировано в город Опочка, Псковской области и Постановлением Совета Министров СССР от 20 ноября 1965 года училище было переименовано в Опочецкое радиотехническое училище ПВО. 14 мая 1968 года училище было переименовано в Опочецкое зенитное ракетное училище ПВО. В 1975 году Постановлением Совета Министров СССР зенитное ракетное училище было переквалифицировано в Опочецкое высшее зенитное ракетное командное училище ПВО, на 1975 год в училище работало четырнадцать кандидатов наук. 8 мая 1975 года «за успехи в боевой и политической подготовке, выполнение социалистических обязательств» училищу было вручено переходящее Красное знамя ЦК ВЛКСМ.
В 1978 году Опочецкое высшее зенитное ракетное командное училище ПВО было передислоцировано в город Днепропетровск Украинской ССР. 1 сентября 1978 года Приказом Министра обороны СССР Опочецкое училище было переименовано в Днепропетровское высшее зенитное ракетное командное училище противовоздушной обороны. Высокую оценку новому училищу выразил главком ПВО СССР маршал авиации А. И. Колдунов, посетивший училище в 1978 году. С момента своего основания в 1949 году и до 1991 года училищем было выпущено более десяти тысяч высококвалифицированных офицерских кадров для войск ПВО страны.
В 1995 году Постановлением Кабинета министров Украины Днепропетровское высшее зенитное ракетное командное училище противовоздушной обороны было ликвидировано.

## Руководители
- 1949—1955 — генерал-майор В. С. Орловский
- 1955—1959 — генерал-майор К. С. Стифеев
- 1959—1971 — генерал-майор Е. И. Белоусов
- 1971—1976 — генерал-майор Г. В. Киселёв
- 1976—1985 — генерал-лейтенант Ю. А. Гончаренко

## Известные преподаватели
- Королёв, Владимир Васильевич[1]